# Ugo Di Nola
Ugo Di Nola – szermierz, szablista reprezentujący Włochy, uczestnik letnich igrzysk olimpijskich w 1912 roku.